# Винищувач

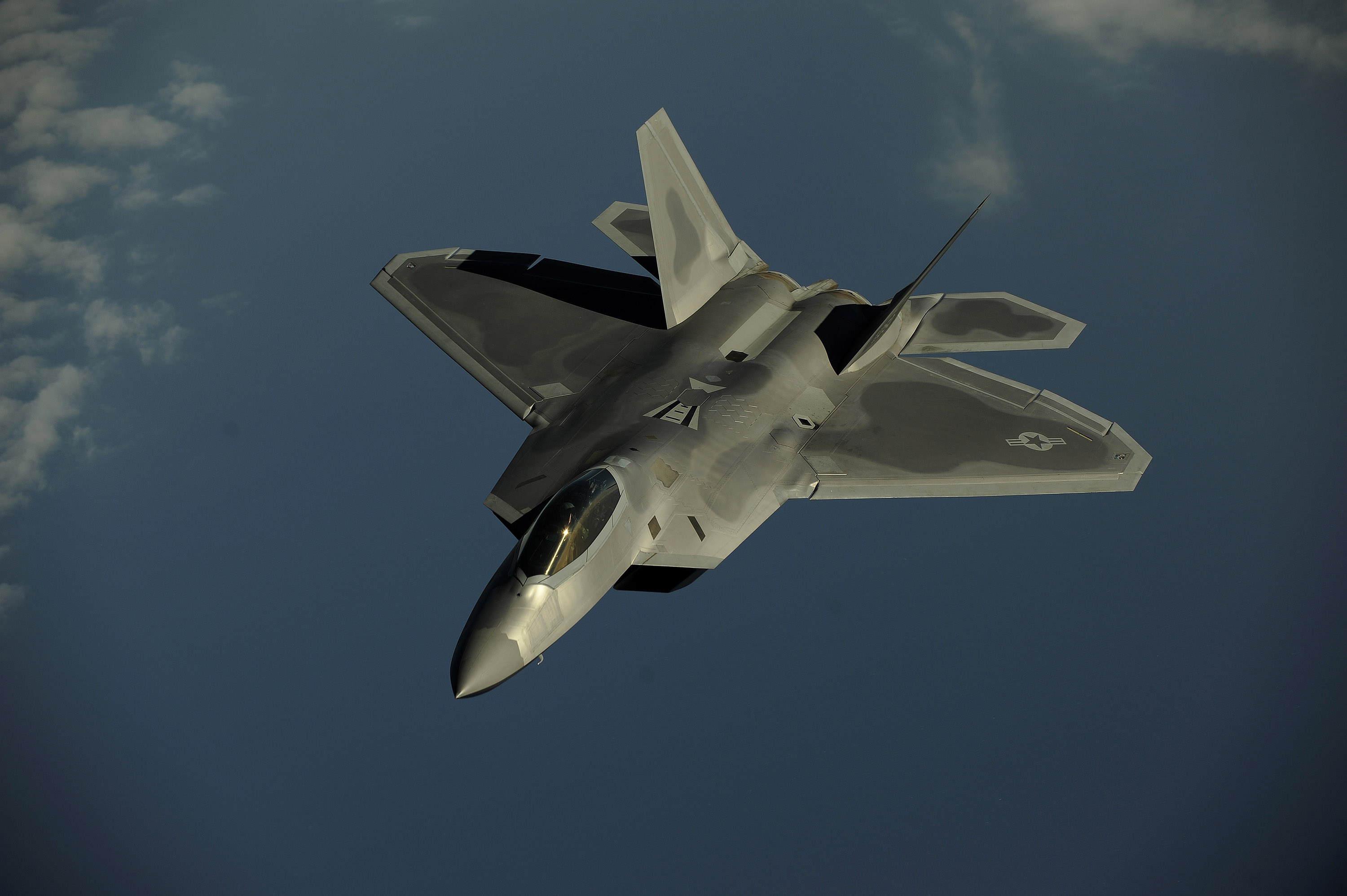
Американський винищувач п'ятого покоління F-22 Raptor

Вини́щувач — бойовий літак, призначений для знищення літаків і безпілотних засобів противника в повітрі. Може також виконувати завдання щодо ураження наземних (морських) цілей та повітряної розвідки. Основним видом бойових дій винищувача є повітряний бій.
Застосовується для завоювання переваги в повітрі над противником, а також для супроводу бомбардувальників, транспортних літаків, літаків цивільної авіації, захисту наземних об'єктів від авіації противника. Рідше винищувачі використовуються для атаки наземних і морських цілей.
Незважаючи на агресивну назву, винищувач належить до оборонних типів озброєнь, окремого наступального значення винищувальна авіація не має. Однак нині, зі збільшенням тягооснащеності цих повітряних машин (і, відповідно, їх вантажопідйомності, тобто ракетно-бомбового навантаження), винищувачі отримали можливість ефективної атаки наземних об'єктів, і в умовах сучасних локальних конфліктів винищувачі поступово стали універсальною зброєю, тобто із суто винищувачів перетворилися на винищувачі-бомбардувальники.
За деякими припущеннями, у майбутньому роль винищувачів зможуть взяти на себе безпілотні апарати (БЛА), створення яких активно ведеться, а самі вони вже успішно застосовуються для знищення точкових цілей на поверхні землі. Це дозволить скоротити втрати льотного персоналу, спростити, полегшити і здешевити літаки, а також позбутися обмежень щодо перевантажень, які накладаються можливостями людського організму.

## Історія винищувачів
Винищувачі почали застосовуватися в роки Першої світової війни проти літаків, дирижаблів і аеростатів. У порівнянні з розвідниками і бомбардувальниками того часу винищувачі мали значно більшу швидкість і високу маневреність, були озброєні як правило одним (іноді двома) кулеметами, а окремі винищувачі — авіаційними гарматами. Це забезпечувало їм велику вогневу перевагу над літальними апаратами іншого призначення.

### До Другої світової війни

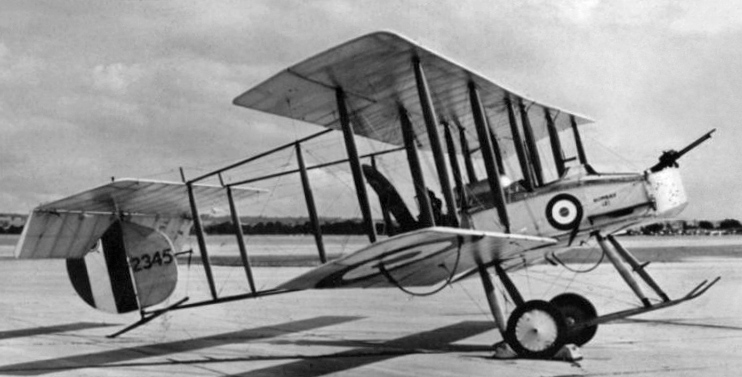
Винищувач Vickers F.B.5. Велика Британія, 1915

Французький одномісний біплан-винищувач SPAD-7cl на озброєнні авіації УНР, 1919 рік

Перші повітряні бої відбулися під час Першої світової війни. Саме тоді вперше виникла потреба у спеціалізованих літаках, призначених для знищення повітряних цілей.
На перших винищувачах екіпаж складався з двох осіб — пілота і стрільця. Кулемет, встановлений на поворотній турелі позаду пілота, міг обстрілювати задню півсферу, проте найактуальніша для винищувача фронтальна зона виключалася. Кулемети тих часів були не настільки надійними, щоб встановлювати їх на крилах, а встановленню курсового кулемета перешкоджав повітряний гвинт, що обертається. Однак незабаром французький льотчик Ролан Гаррос винайшов систему, яка дозволяла стріляти через обертовий гвинт. Пристроєм були металеві куточки, закріплені в основі лопатей гвинта таким чином, що куля рикошетила у безпечному для пілота і літака напрямку. Недоліком такого пристрою була втрата 7—10 відсотків куль. Цю проблему усунув дещо пізніше Антон Фоккер створивши синхронізатор стрільби, що дозволяв стріляти через площину гвинта без ризику пошкодження останнього. Працює він так: коли гвинт, на якому закріплені гачки проходить повз, він зачіпає гачком і затримує спусковий механізм і снаряд.
У міжвоєнний період було створено суцільнометалеві моноплани замісь традиційних біпланів.

### Винищувачі Другої світової

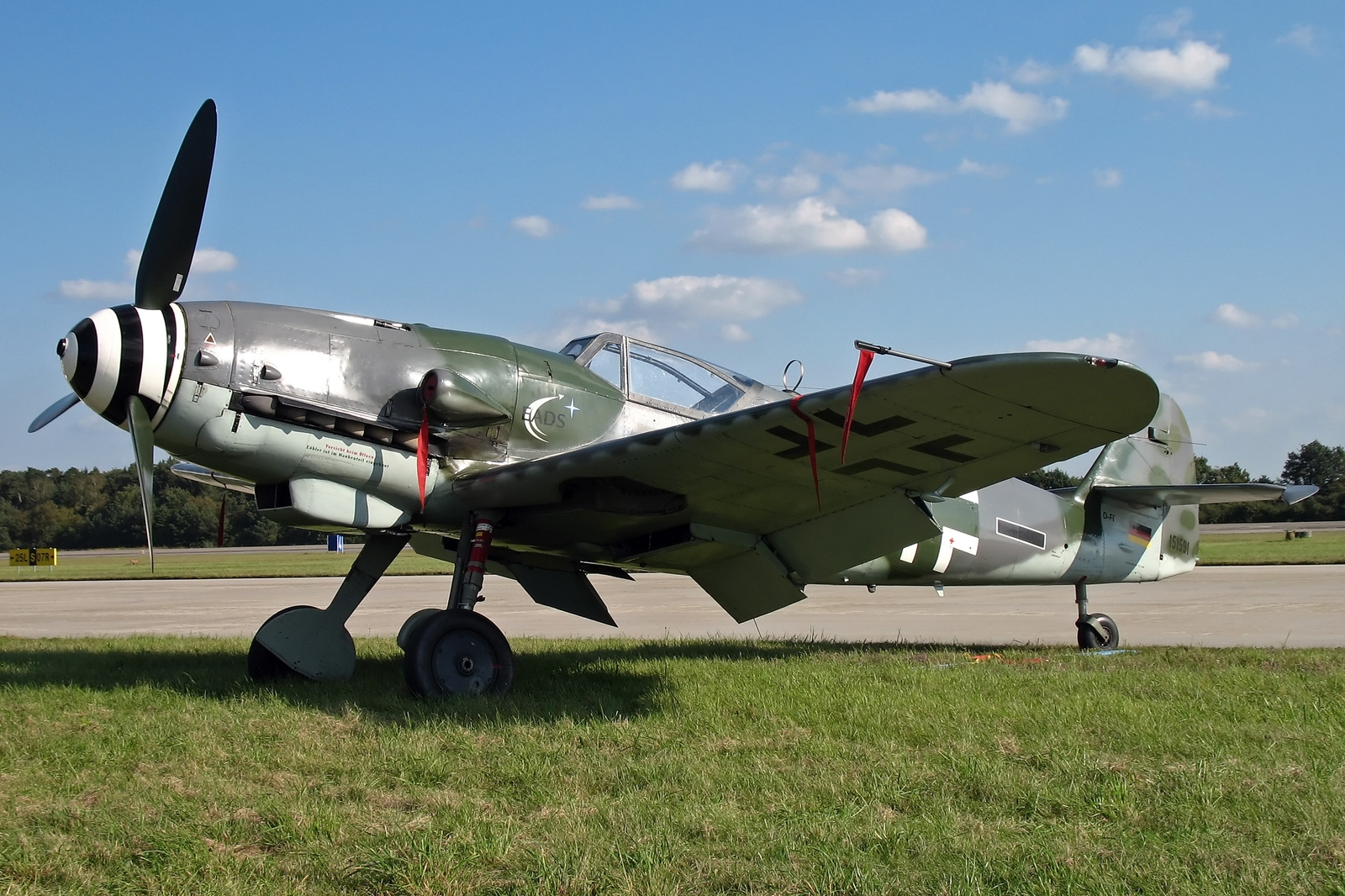
Німецький винищувач Bf 109

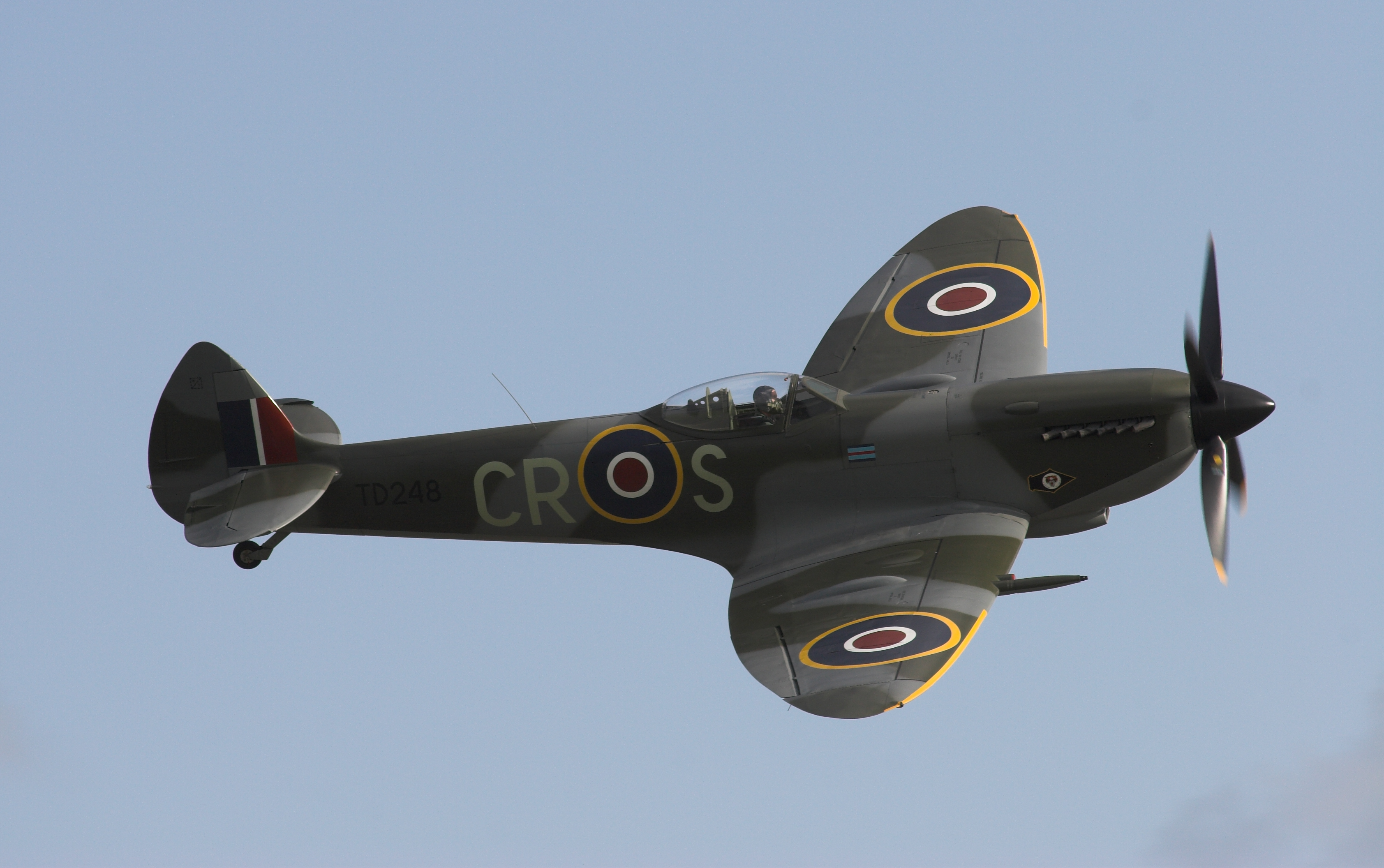
Supermarine Spitfire, Велика Британія, 1938

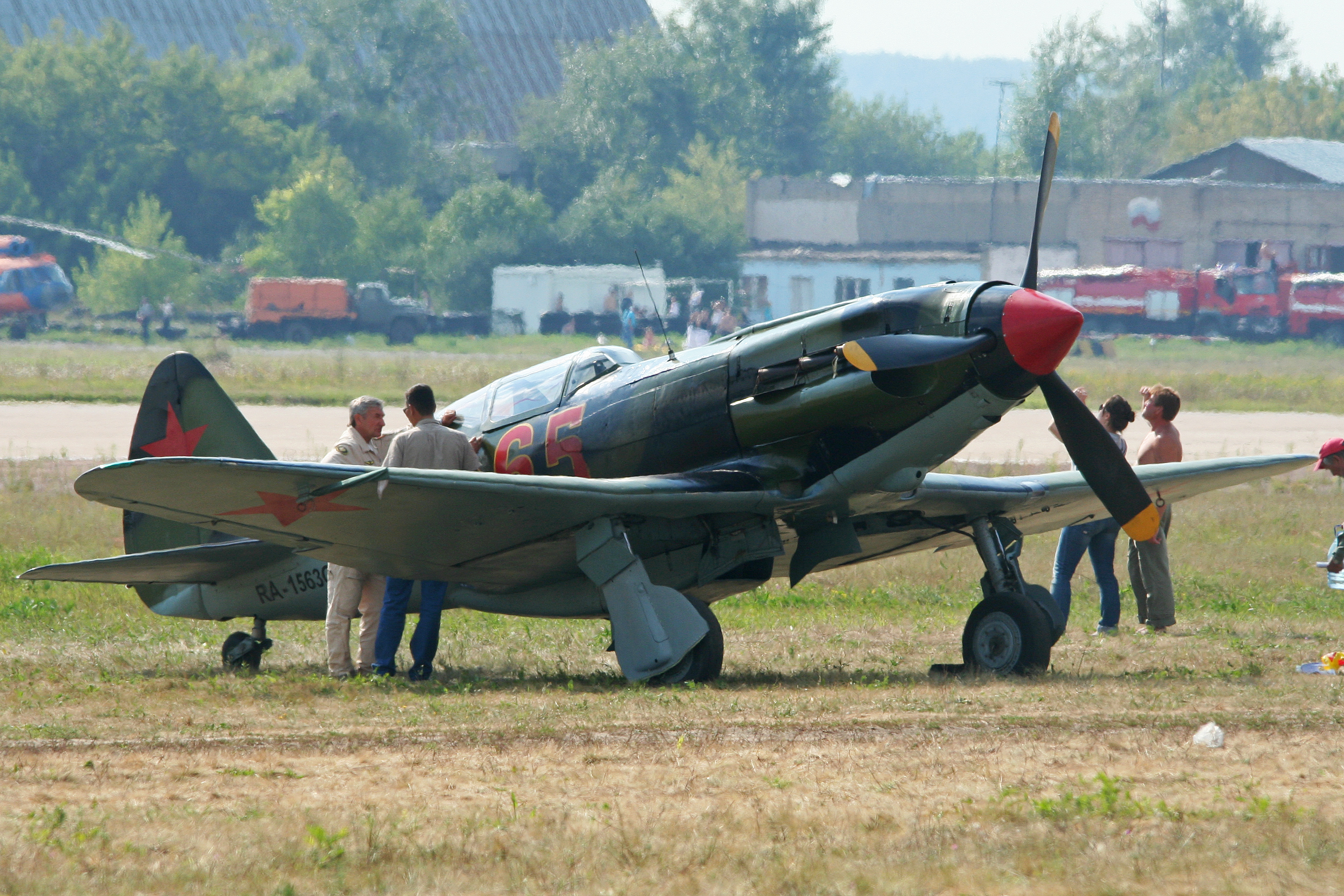
Винищувач МіГ-3, СРСР

До початку Другої світової війни винищувальна авіація добре сформувалася як клас бойової техніки. Здебільшого основні світові держави того часу мали кілька основних типів винищувачів, які відрізнялися як льотними характеристиками, так і тактикою застосування. Так, Німеччина мала винищувачі Me 109 і Me 110 різних модифікацій, Радянський Союз мав у своєму розпорядженні винищувачі І-16 та І-153, Велика Британія мала парк винищувачів Spitfire і Hurricane. Значно просунулися в створенні винищувальної авіації і деякі інші країни, зокрема США, Японія, Франція. Були і сучасніші модифікації і типи винищувачів, що ще не встигли здобути популярність, але протягом війни отримали серйозний розвиток. Так, до початку військових дій на Східному фронті Радянський Союз вже мав у своєму розпорядженні нові винищувачі Як-1, МіГ-3, ЛаГГ-3, а Німеччина протягом війни створила і розвинула лінійку винищувачів Focke-Wulf Fw 190.
На самому початку бойових дій на європейському театрі ще не було чіткої визначеності, який же саме з основних параметрів винищувача — швидкість або маневреність — є для нього важливішим. Цим було зумовлено серйозну відмінність схем, за якими будувалися планери передвоєнних винищувачів. Так, радянський І-153 «Чайка» був біпланом, а І-16, що з'явився раніше, був монопланом. Німецькі Me-109 і Me-110 відрізнялися кількістю двигунів — один проти двох відповідно. Однак, досвід ведення активних бойових дій із застосуванням винищувальної авіації порівняно швидко схилив чашу терезів у бік одномоторних монопланів. Так, протягом всієї Другої світової війни основними промисловими державами не було випущено жодної нової модифікації винищувачів-біпланів. А деякий розвиток отримав тільки один винищувач з двома двигунами — американський Lockheed P-38 Lightning, що було обумовлено специфікою дій на тихоокеанському ТВД.
Високу потребу у винищувальній авіації в роки Другої світової війни було зумовлено як масованим застосуванням бомбардувальної і штурмової авіації, так і власне можливостями винищувачів для знищення наземних цілей і підтримки наземних підрозділів. Саме в цей час було відточено тактику штурмових ударів по важливих наземних об'єктах — аеродромах, мостах, складах, залізничних вузлах, транспорту. Під час розробки нових модифікацій винищувачів конструкторам найчастіше прямо ставилося завдання максимально посилити ударну потужність літака. Так, наприклад, радянськими конструкторами було створено модифікацію винищувача Як — Як-9Б, що відрізнялася можливістю нести бомбове озброєння не на зовнішній підвісці, а в спеціалізованих бомбових відсіках. Таким чином, було зроблено крок до появи нового класу літаків, винищувачів-бомбардувальників, що отримав великий розвиток у післявоєнні роки. Проте, основним обов'язком винищувачів під час Другої світової війни залишалося завдання прикриття своїх військ від авіації противника, знищення його літаків, повітряної розвідки та супроводу бомбардувальної і штурмової авіації.
Війна викликала вибуховий розвиток авіаційної техніки і практично довела поршневий літак до досконалості. Однак, пропелерний літак із поршневими двигунами має межу швидкості, оскільки не в змозі подолати звуковий бар'єр. Для збільшення швидкості потрібен був принципово новий рушій. Наприкінці війни Німеччина першою розпочала випуск винищувачів з реактивним двигуном (Ме 262) та ракетних винищувачів Me-163. Ці літаки мали більшу швидкість, ніж поршневі літаки країн антигітлерівської коаліції, прийнятні показники маневреності і вважалися вельми перспективними проти бомбардувальної і винищувальної авіації противника. Однак випускалися невеликими серіями, тому ці літаки не змогли істотно вплинути на перебіг військових дій.

### Післявоєнний розвиток

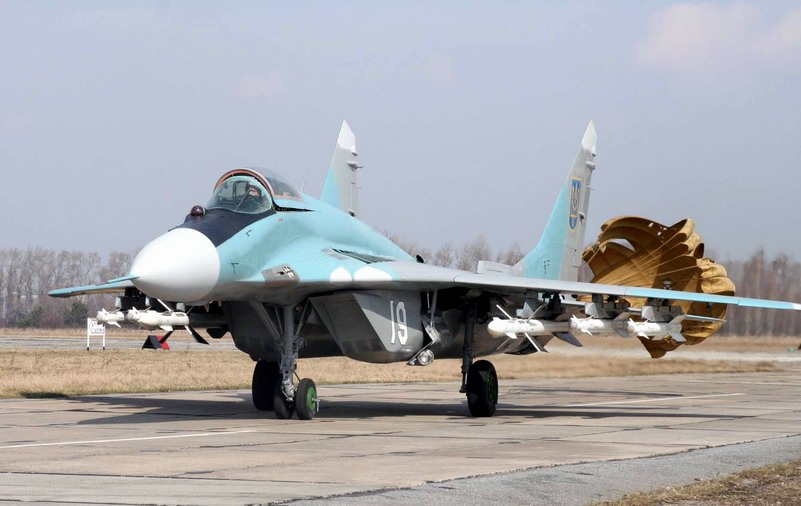
Винищувач МіГ-29, СРСР, 1977

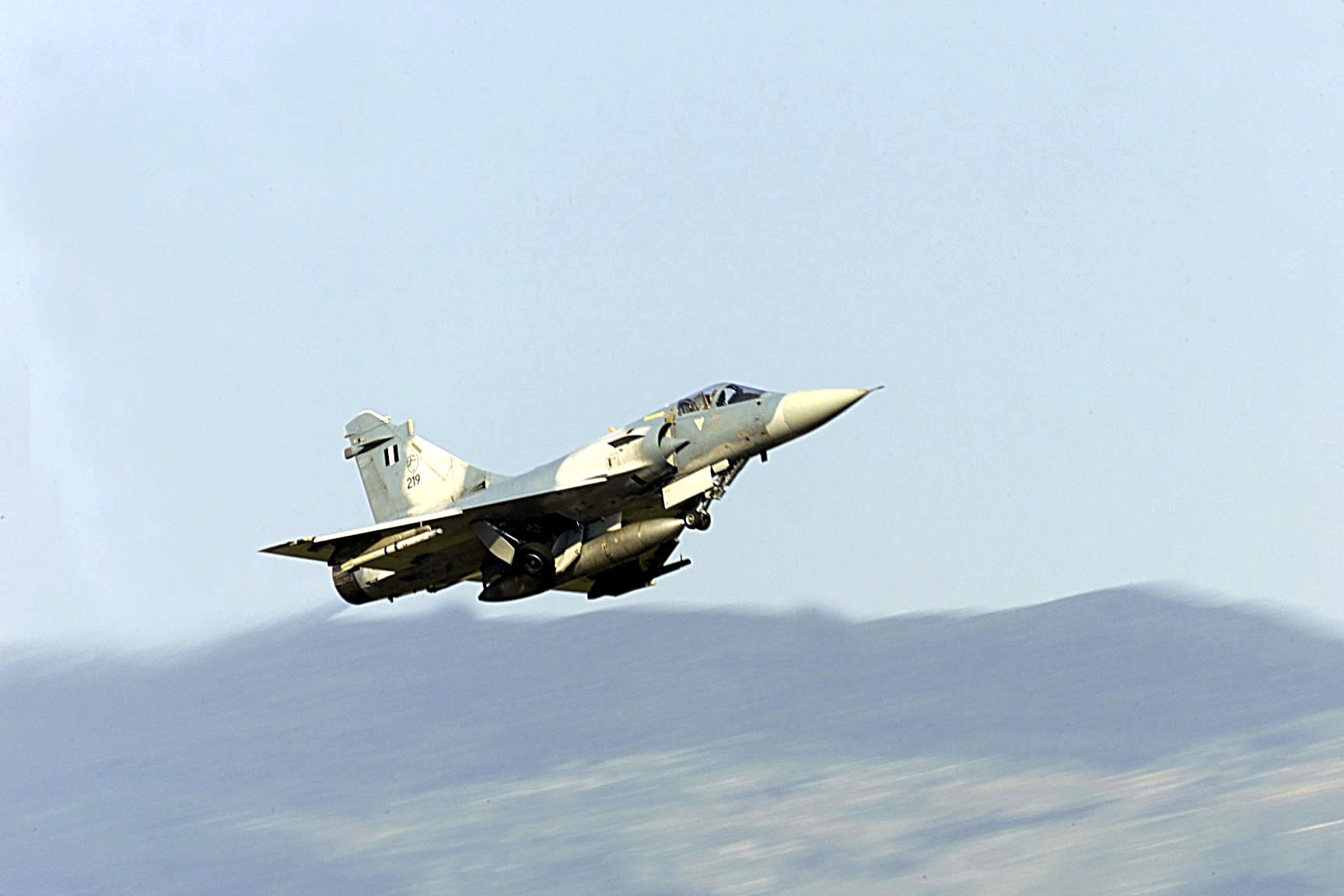
Винищувач Міраж-2000, Франція, 1978

1960-ті рр. відзначилися надходженням на озброєння ВПС основних авіаційних держав світу надзвукових винищувачів, що мали низку спільних ознак, попри всі відмінності в компонуванні і польотній масі. Вони мали швидкість, що удвічі перевищувала звукову, і стелю близько 18—20 км, оснащувалися бортовими радіолокаційними станціями та керованими ракетами класу «повітря-повітря». Такий збіг не був випадковим — розвиток техніки відбувся саме в цьому напрямку через те, що основною загрозою безпеці по обидва боки залізної завіси вважалися бомбардувальники, які несуть ядерні бомби. Відповідно формувалися і вимоги до нових винищувачів, основним завданням яких було перехоплення висотних швидкісних неманеврених цілей у будь-який час доби і в будь-яких погодних умовах.
Однак винищувач-паразит XF-85 Goblin був спроектований спеціально для базування на бомбардувальниках Convair B-36 як на повітряних авіаносцях.
У результаті в США, СРСР і Західній Європі з'явився ряд літаків, які згодом за сукупністю ознак і льотно-технічних характеристик віднесли до другого покоління винищувачів. Непохитно зростаюча ціна винищувачів диктувала необхідність зменшення чисельності парку з одночасним розширенням функцій літаків. Крім того, тактика повітряної війни змінювалася на очах — широкий розвиток зенітних керованих ракет призвів до відмирання доктрини масованого вторгнення бомбардувальників на великій висоті. Основну ставку в ударних операціях все більше стали робити на тактичні літаки з ядерною зброєю, здатні проривати кордон ППО на великій висоті.
Для протидії їм призначалися винищувачі третього покоління — МіГ-23, «Міраж» F-1, J-37 «Вігген». Надходження на озброєння цих машин, поряд із модернізованими варіантами МіГ-21 і F-4, планувалося на початок 1970-х. Одночасно по обидва боки океану почалися проектні дослідження зі створення винищувачів четвертого покоління — перспективних бойових машин, які склали б основу військово-повітряних сил у наступному десятилітті.
Першими до рішення цієї проблеми взялися в США, де ще 1965 року було поставлено питання про створення наступника тактичного винищувача F-4C «Фантом». У березні 1966 була розгорнута програма FX (Fighter Experimental). Проектування літака за уточненими вимогами почалось 1969 року, коли літак отримав позначення F-15 «Ігл». Переможцеві конкурсу за проектом, фірмі «McDonnell Douglas», 23 грудня 1969 було видано контракт на будівництво дослідних літаків, а 1974 року з'явилися перші серійні винищувачі F-15A «Ігл» і «Спаркі» TF-15A (F-15B).

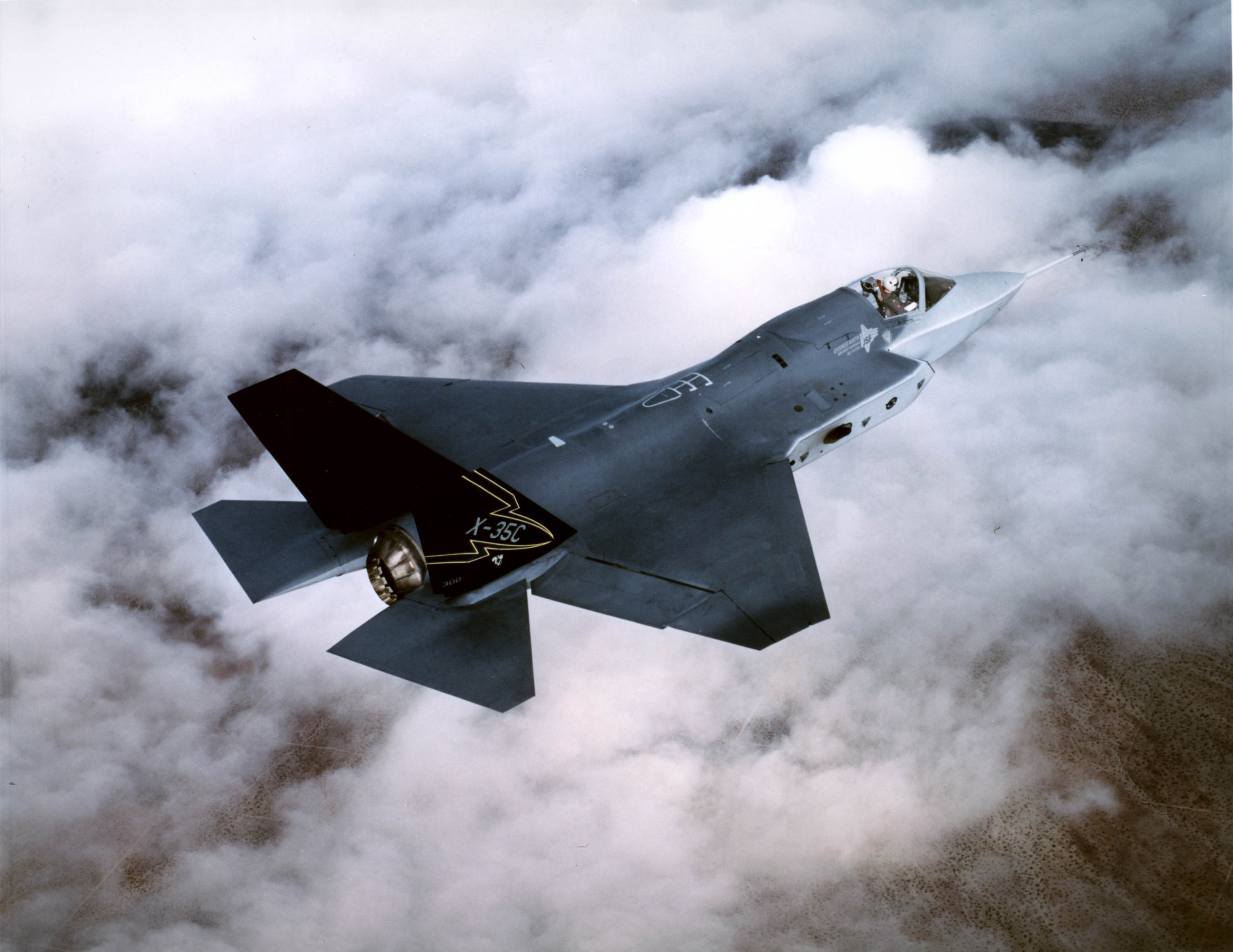
F-35

1969 року почалася розробка радянських винищувачів четвертого покоління, до яких можна віднести Су-27, МіГ-29 та їх модифікації.
Перший у світі винищувач п'ятого покоління F-22 Raptor розроблявся в 1986—2001 рр., і надійшов на озброєння ВПС США з початку 2003 року.
США також розробили та активно впроваджують програму багатоцільового винищувача п'ятого покоління F-35. Перші F-35 було прийнято на озброєння в 2011 році.
Розробка російського багатофункціонального винищувача п'ятого покоління Сухой ПАК ФА завершена, проте літак, станом на листопад 2020 року, все ще не прийнято на озброєння. Прийняття на озброєння очікувалося ще у 2015—2016 роках.
Російський винищувач п'ятого покоління, відомий також як Т-50 і «виріб 701», здійснив свій перший випробувальний політ 29 січня 2010. Політ, що тривав близько 45 хвилин, завершився успішно.
Перспективний авіаційний комплекс фронтового авіації (ПАК ФА) піднявся в повітря ранком у п'ятницю, 29 січня. Повідомлялося, що літак виконав короткий розбіг, відірвався від злітної смуги і почав набирати висоту. Які маневри планувалося здійснити на Сухой ПАК ФА в рамках першого польоту, не уточнювалося.

### Повітряний бій
З еволюцією винищувачів повітряний бій зазнав значних змін. У перших повітряних боях застосовувалися револьвери для ураження літака і пілота противника. Такі дуелі в повітрі нагадували лицарські поєдинки. До появи парашута останнім засобом порятунку був стрибок з малої висоти, який нерідко призводив до смерті. Пілота, який здобув п'ять і більше повітряних перемог, називали асом.
Дуже скоро револьвери поступилися місцем кулеметам, які концентрували вогонь у певній точці попереду винищувача, розташовуючись у крилах і/або носовій частині фюзеляжу. Для впевненої поразки противника було необхідно шляхом маневрування зайти у хвіст літака ворога. Такий бій фізично виснажував пілотів, які виконували складні фігури вищого пілотажу з високими перевантаженнями. Пілот повинен був бути не тільки добре фізично розвиненим, але і володіти неабиякими знаннями про свій літак і літак противника. Найважливішими характеристиками стали максимальна швидкість, швидкопідйомність, маневреність. Для підтвердження повітряної перемоги застосовували кінокамери, які знімали під час натискання на гашетку.
Для перемоги у повітряному бою на сучасних винищувачах пряма видимість літака супротивника вже не потрібна. Досить його виявлення бортовими і допоміжними наземними системами. Пілота захищено спеціальним протиперевантажувальним костюмом і він може витримувати значно більші перевантаження в повітряному бою. Двигуни з керованим вектором тяги дозволяють пілоту виконувати найскладніші маневри в повітрі на найвищій швидкості, що було б неможливо без допомоги комп'ютерів в управлінні сучасними винищувачами.
Чотири фактори, які, на думку експерта в галузі військової авіації П'єра Спрея, забезпечують перемогу у повітряному бою:
1. Першим побачити противника. З Першої світової війни і до В'єтнаму від 65 до 95 відсотків літаків, збитих у повітряних боях, загинули в результаті раптових атак.
2. Перевершувати противника кількісно.
3. Мати кращу маневреність і не лише з технічного погляду, але і за рівнем майстерності пілотів.
4. Можливість швидко уразити супротивника. Що більше літаків бере участь у бою, то більше з'являється можливостей завдати удару, але й більша ймовірність для пілота стати мішенню, поки він цілиться.

## Класифікація винищувачів
Усі винищувачі створюються для різних цілей, тому їх прийнято класифікувати на певні групи за призначенням. Серед таких груп можна виділити:
- Фронтовий винищувач (також легкий винищувач). Концепт був розроблений в середині XX століття і передбачає створення легких та маневрових винищувачів для боротьби з літаками ворога безпосередньо на полі бою. До фронтових винищувачів можна віднести майже всі радянські винищувачі МіГ (окрім перехоплювачів МіГ-25 та МіГ-31).
- Винищувач-бомбардувальник. Спеціалізований винищувач для нанесення ударів по наземних цілях. З розвитком винищувальної авіації та появою багатоцільових винищувачів відпала необхідність у створенні вузькоспеціалізованих винищувачів-бомбардувальників. Представниками такого виду винищувачів є радянські МіГ-23 та МіГ-27, а також американські винищувачі F-105 і F-15E.
- Винищувач-перехоплювач. Спеціалізований на перехопленні повітряних цілей літак, що відрізняється вищою, порівняно зі звичайними винищувачами, швидкістю та потужнішим радіолокаційним обладнанням. Прикладами є радянські Су-15, МіГ-25, МіГ-35 та американські F-102 і F-14.
- Багатоцільовий винищувач. Починаючи з 4-го покоління, усі винищувачі можна вважати багатоцільовими, оскільки вони добре пристосовані до виконання як задач зі знищення наземних цілей, так і для повітряного бою та перехоплення. Типовим представником багатоцільових винищувачів є F-16.

## Винищувачі четвертого покоління
| Модель               | Зображення | Виробництво/Країна походження | Призначення | Модифікація | Кількість | Роки експлуатації та виробництва |
| -------------------- | ---------- | ----------------------------- | ----------- | ----------- | --------- | -------------------------------- |
| F-14                 |            | США                           | Винищувач   |             |           |                                  |
| F-15                 |            | США                           | Винищувач   |             |           |                                  |
| F-16                 |            | США                           | Винищувач   |             |           |                                  |
| F-18                 |            | США                           | Винищувач   |             |           |                                  |
| Eurofighter Typhoon  |            | Європейський Союз             | Винищувач   |             |           |                                  |
| Dassault Mirage 2000 |            | Франція                       | Винищувач   |             |           |                                  |
| Dassault Rafale      |            | Франція                       | Винищувач   |             |           |                                  |
| Saab JAS 39 Gripen   |            | Швеція                        | Винищувач   |             |           |                                  |
| AIDC F-CK-1          |            | Тайвань                       | Винищувач   |             |           |                                  |
| Mitsubishi F-2       |            | Японія                        | Винищувач   |             |           |                                  |
| Chengdu J-10         |            | КНР                           | Винищувач   |             |           |                                  |
| Shenyang J-11        |            | КНР                           | Винищувач   |             |           |                                  |
| Shenyang J-15        |            | КНР                           | Винищувач   |             |           |                                  |
| JF-17 Thunder        |            | КНР                           | Винищувач   |             |           |                                  |
| HAL Tejas            |            | Індія                         | Винищувач   |             |           |                                  |
| МіГ-29               |            | СРСР                          | Винищувач   |             |           |                                  |
| МіГ-31               |            | СРСР                          | Винищувач   |             |           |                                  |
| Су-27                |            | СРСР                          | Винищувач   |             |           |                                  |

## Винищувачі п'ятого покоління
| Модель           | Зображення | Виробництво/Країна походження | Призначення | Модифікація | Кількість | Роки експлуатації та виробництва |
| ---------------- | ---------- | ----------------------------- | ----------- | ----------- | --------- | -------------------------------- |
| F-22             |            | США                           | Винищувач   |             |           |                                  |
| F-35             |            | США                           | Винищувач   |             |           |                                  |
| TAI Kaan         |            | Туреччина                     | Винищувач   |             |           |                                  |
| KAI KF-X         |            | Південна Корея                | Винищувач   |             |           |                                  |
| Mitsubishi ATD-X |            | Японія                        | Винищувач   |             |           |                                  |
| Chengdu J-20     |            | КНР                           | Винищувач   |             |           |                                  |
| Shenyang J-31    |            | КНР                           | Винищувач   |             |           |                                  |

## Винищувачі шостого покоління

### FCAS
2 квітня 2021 року європейські авіагіганти Airbus та Dassault Aviation подолали розбіжності щодо повноважень у проєкті створення бойового літака шостого покоління за Європейською програмою бойової авіаційної системи майбутнього FCAS (Future Combat Air System, FCAS) та домовилися продовжити спільну роботу. У проекті також беруть участь компанії Thales, Hensoldt та MBDA. Вартість проєкту аналітиками оцінюється на рівні €50-80 млрд. Новий літак має замінити Rafale та Eurofighter між 2035 і 2040 роками.
У червні 2024 року, як було зазначено в пресрелізі Збройних сил ФРН, на міжнародному авіасалоні ILA-2024, що проходив у Берліні, було оголошено про важливе розширення європейської програми FCAS. До проєкту, в якому вже беруть участь Франція, Німеччина та Іспанія, долучилася Бельгія — поки що тільки в статусі спостерігача. У рамках проєкту багатоцільовий винищувач Eurofighter має збагатитися, окрім ШІ, двома істотними можливостями. По-перше, щоб придушити наземну ППО, авіаційна платформа має бути оснащена досконалішою сенсорною технологією виявлення позицій супротивника і відповідною керованою ракетою. По-друге, він повинен мати можливість пригнічувати сили противника в електромагнітному спектрі. Для цього їй потрібні системи, що дають змогу створювати перешкоди радіолокаційному обладнанню та системам зв’язку ворожих сил у різних частотних діапазонах.

## Винищувачі у Повітряних силах ЗС України
Повітряні сили Збройних сил України мають на озброєнні винищувачі четвертого покоління радянського виробництва МіГ-29 та Су-27, також заплановано отримання F-16 в рамках МТД для відбиття російської агресії.